# Mamcheg
Mamcheg' (in lingua russa Мамхег) è un centro abitato dell'Adighezia, situato nel Šovgenovskij rajon. La popolazione era di 2.001 abitanti al dicembre 2018. Ci sono 24 strade.